# Nöstlbach
Nöstlbach ist eine Katastralgemeinde und eine Siedlung der Gemeinde St. Marien in Oberösterreich. Nöstlbach liegt zwischen Neuhofen an der Krems und Nettingsdorf (Stadt Ansfelden) an der Krems. Mit einer eigenen Haltestelle der Pyhrnbahn ist eine direkte Zugverbindung zwischen Linz und Selzthal gegeben. Die verkehrsmäßig gute Anbindung (Pyhrnbahn, ca. 4 km zum Autobahnknoten Haid) hat einen starken Zuzug zur Folge. 
Die Infrastruktur des Ortes entspricht der eines ländlichen Ortes. Im Umkreis von wenigen Kilometern befinden sich Einkaufsmärkte und Einkaufszentren.

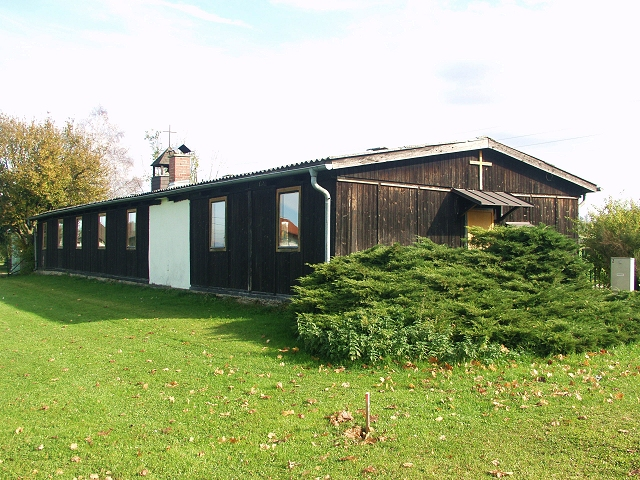
Barackenkirche Nöstlbach

In Nöstlbach befindet sich eine Filialkirche der Pfarre St. Marien, die Barackenkirche.

## Name
Das früheste Schriftzeugnis des Namens ist von 888 und lautet „Nezzilapach“. Der Name geht auf nezzila zurück (althochdeutsch für Nessel).

## Persönlichkeiten
- Josef Laßl (1915–1977), Journalist, Musik- und Literaturkritiker sowie Lyriker und Schriftsteller